# Quelet-Reaktion
Die Quelet-Reaktion (oder Blanc-Quelet-Reaktion) ist eine Namensreaktion der organischen Chemie. Die Reaktion wurde benannt nach ihrem Entdecker dem Chemiker R. Quelet. Bei dieser Synthese wird ein elektronenreicher Aromat (z. B. Anisol) in para-Stellung durch einen α-Halogenalkyl-Rest substituiert. Bei einem Halogenalkan (oder Halogenalkyl-Rest) wurde ein oder mehrere Wasserstoffatome eines Alkans (oder alkyls) durch Halogenatome ersetzt. Zum Beispiel ist Chlormethan (CH3Cl) ein Halogenalkan, abgeleitet von Methan und Chlormethyrest (–CH2Cl) ist ein Halogenalky-Rest.

## Übersichtsreaktion
Die Herstellung von halogenalkylierten Aromaten erfolgt durch die Umsetzung von trockener Salzsäure mit Anisol (Methylphenylether) und einem aliphatischem Aldehyd in Gegenwart einer Lewis-Säure (hier ZnCl2). Sollte in para-Stellung der Aromat blockiert sein, so läuft die Reaktion in der ortho-Position des Aromaten ab.
Der Rest R ist ein Alkylrest, beispielsweise ein Methylrest. Bei der Reaktion entsteht ein bicyclisches Nebenprodukt.

## Reaktionsmechanismus
Der mögliche Reaktionsmechanismus entstammt dem Buch „Comprehensive Organic Name Reactions and Reagents“ und wird hier exemplarisch mit Anisol – einem elektronenreichen Aromaten – durchgeführt:
Der Aldehyd 1 reagiert nun mit der Lewis-Säure (hier dem ZnCl2) und bildet eine Nebenvalenzbindung  zum Zink aus. Die Phenylgruppe des Anisols bildet ebenfalls eine solche Bindung aus, so dass die Zwischenstufe 2 entsteht. (An dieser Stelle kann auch eine bereits chloriertes Derivat ans Zink gebunden werden, wodurch dann mit analogen Mechanismus das Nebenprodukt aus der Übersichtsreaktion entsteht.) Dadurch kann nun das Kohlenstoffatom der Carbonylgruppe von einer Doppelbindung angegriffen werden und es entsteht, unter Abspaltung von Chlorid, das Carbeniumion 3. Während einer Rearomatisierung bildet sich, unter Abspaltung von Zinkchlorid, eine Hydroxygruppe aus. Der Benzylalkohol 4 wird mit Chlorwasserstoff umgesetzt, dabei wird die Hydroxygruppe protoniert. Das Chloridion wird nun, unter Abspaltung von Wasser, an das Kohlenstoffatom substituiert. Dabei entsteht der chloralkylierter Aromat 5.